# Katie Ledecky

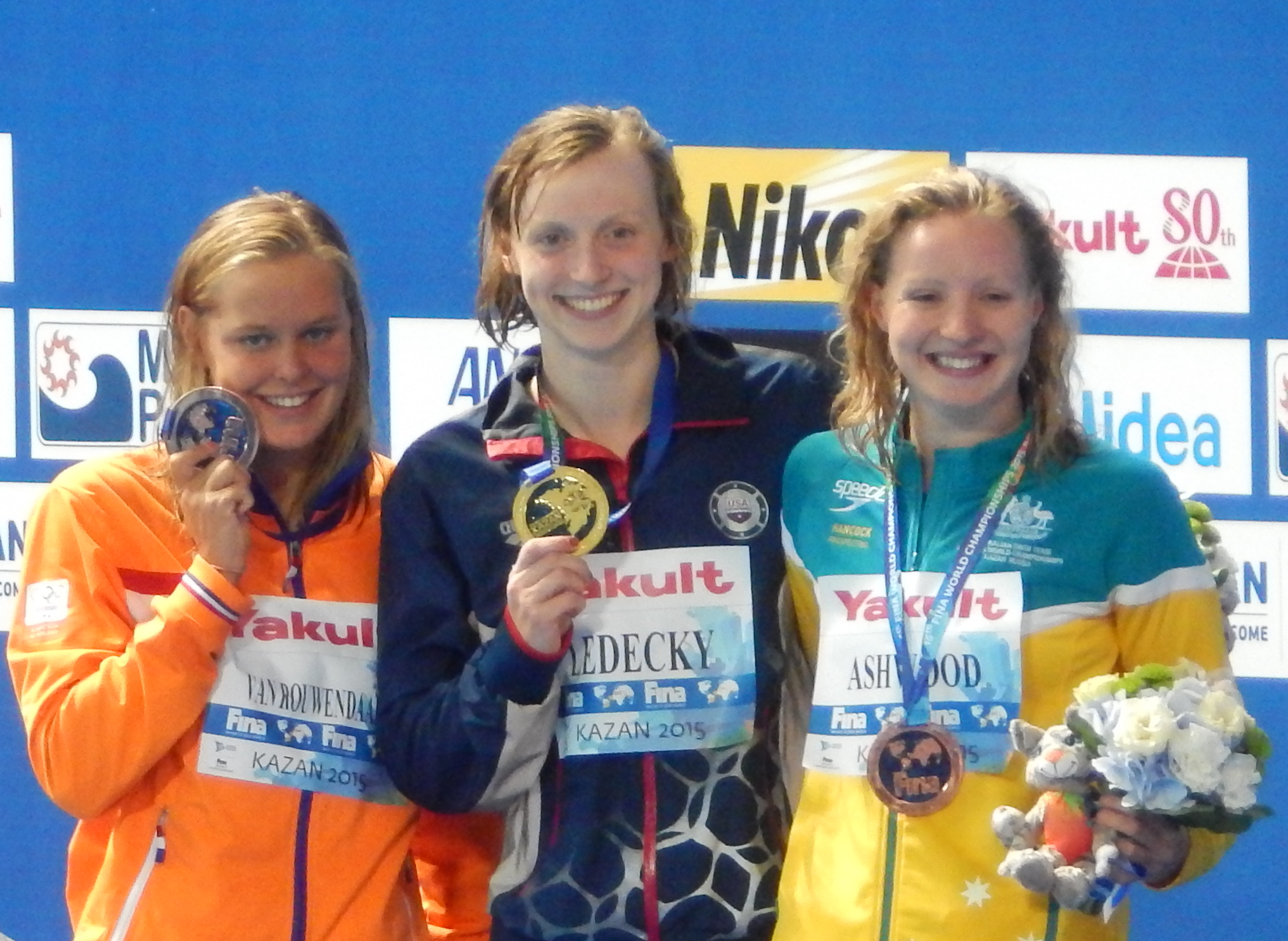
Ledecky (midden) met Sharon van Rouwendaal (links) en Jessica Ashwood (rechts) tijdens de wereldkampioenschappen van 2015

Kathleen Genevieve (Katie) Ledecky (Washington D.C., 17 maart 1997) is een Amerikaanse zwemster. Ze vertegenwoordigde haar vaderland op de Olympische Zomerspelen van 2012 en 2016 en won daarbij vijf gouden en een zilveren medaille.

## Carrière
Tijdens de US Olympic trials 2012 in Omaha (Nebraska) won Ledecky de 800 meter vrije slag en kwalificeerde zich door deze prestatie voor de Olympische Zomerspelen van 2012 in Londen. In Londen veroverde de Amerikaanse de gouden medaille op de 800 meter vrije slag: haar winnende tijd (8.14,63) was de tweede tijd ooit en een nieuw Amerikaans record, dat sinds 1988 in handen was van Janet Evans.
Tijdens de wereldkampioenschappen zwemmen 2013 in Barcelona behaalde Ledecky vier wereldtitels. Op de 400 meter vrije slag werd ze de tweede vrouw, na Federica Pellegrini, die onder de vier minuten zwom. Ook won Ledecky de 1500 meter vrije slag in een wereldrecordtijd van 15.36,53. Het oude wereldrecord van haar landgenote Kate Ziegler werd met 6,02 seconden verbeterd. Op de 800 meter vrije slag behaalde ze een derde individuele wereldtitel, opnieuw in een wereldrecordtijd. Aan de zijde van Shannon Vreeland, Karlee Bispo en Missy Franklin won ze ook de 4x200 meter vrije slag.
Op de Pan-Pacifische kampioenschappen zwemmen 2014 in Gold Coast veroverde de Amerikaanse de gouden medaille op de 200, 400, 800 en 1500 meter vrije slag. Op zowel de 400 als de 1500 meter vrije slag deed ze dat in een nieuw wereldrecord. Op de 4x200 meter vrije slag legde ze samen met Shannon Vreeland, Missy Franklin en Leah Smith beslag op de gouden medaille.
In Kazan nam Ledecky deel aan de wereldkampioenschappen zwemmen 2015. Op dit toernooi prolongeerde ze haar wereldtitels op de 400, 800 en 1500 meter vrije slag, op zowel de 800 als de 1500 meter vrije slag verbeterde ze haar eigen wereldrecords. Daarnaast sleepte ze de wereldtitel in de wacht op de 200 meter vrije slag. Samen met Missy Franklin, Leah Smith en Katie McLaughlin werd ze opnieuw wereldkampioene op de 4x200 meter vrije slag.
Tijdens de Olympische Zomerspelen van 2016 in Rio de Janeiro veroverde Ledecky de gouden medaille op de 200, 400 en 800 meter vrije slag. Op zowel de 400 als de 800 meter vrije slag zwom de Amerikaanse daarbij haar eigen wereldrecords uit de boeken. Op de 4x200 meter vrije slag legde ze samen met Allison Schmitt, Leah Smith en Madeline Dirado beslag op de gouden medaille. Samen met Simone Manuel, Abbey Weitzeil en Dana Vollmer behaalde ze de zilveren medaille op de 4x100 meter vrije slag.

## Internationale toernooien
| Jaar | Olympische Spelen                                                                           | WK langebaan                                                                                                   | WK kortebaan  | PanPacs                                                                                    | Pan-Ams       |
| ---- | ------------------------------------------------------------------------------------------- | --- | ------------- | ------------------------------------------------------------------------------------------ | ------------- |
| 2012 | 800m vrije slag                                                                             | | geen deelname |                                                                                            |               |
| 2013 |                                                                                             | 400m vrije slag · 800m vrije slag · 1500m vrije slag · 4x200m vrije slag                                       |               |                                                                                            |               |
| 2014 |                                                                                             | | geen deelname | 200m vrije slag · 400m vrije slag · 800m vrije slag · 1500m vrije slag · 4x200m vrije slag |               |
| 2015 |                                                                                             | 200m vrije slag · 400m vrije slag · 800m vrije slag · 1500m vrije slag · 4x200m vrije slag                     |               |                                                                                            | geen deelname |
| 2016 | 200m vrije slag · 400m vrije slag · 800m vrije slag · 4x100m vrije slag · 4x200m vrije slag | | geen deelname |                                                                                            |               |
| 2017 |                                                                                             | 200m vrije slag · 400m vrije slag · 800m vrije slag · 1500m vrije slag · 4x100m vrije slag · 4x200m vrije slag |               |                                                                                            |               |
| 2018 |                                                                                             | | geen deelname | 200m vrije slag · 400m vrije slag · 800m vrije slag · 1500m vrije slag · 4x200m vrije slag |               |
| 2019 |                                                                                             | 400m vrije slag · 800m vrije slag · 4×200m vrije slag                                                          |               |                                                                                            | geen deelname |

## Persoonlijke records
Bijgewerkt tot en met 3 september 2020
Kortebaan
| Afstand         | Tijd    | Datum          | Plaats       |
| --------------- | ------- | -------------- | ------------ |
| 200m vrije slag | 1.53,48 | 5 oktober 2019 | Indianapolis |
| 400m vrije slag | 3.54,06 | 6 oktober 2019 | Indianapolis |

Langebaan
| Afstand          | Tijd          | Datum            | Plaats         |
| ---------------- | ------------- | ---------------- | -------------- |
| 100m vrije slag  | 53,75         | 15 januari 2016  | Austin         |
| 200m vrije slag  | 1.53,73       | 9 augustus 2016  | Rio de Janeiro |
| 400m vrije slag  | (WR) 3.56,46  | 7 augustus 2016  | Rio de Janeiro |
| 800m vrije slag  | (WR) 8.04,79  | 12 augustus 2016 | Rio de Janeiro |
| 1500m vrije slag | (WR) 15.20,48 | 16 mei 2018      | Indianapolis   |